# Сельское хозяйство Северной Македонии

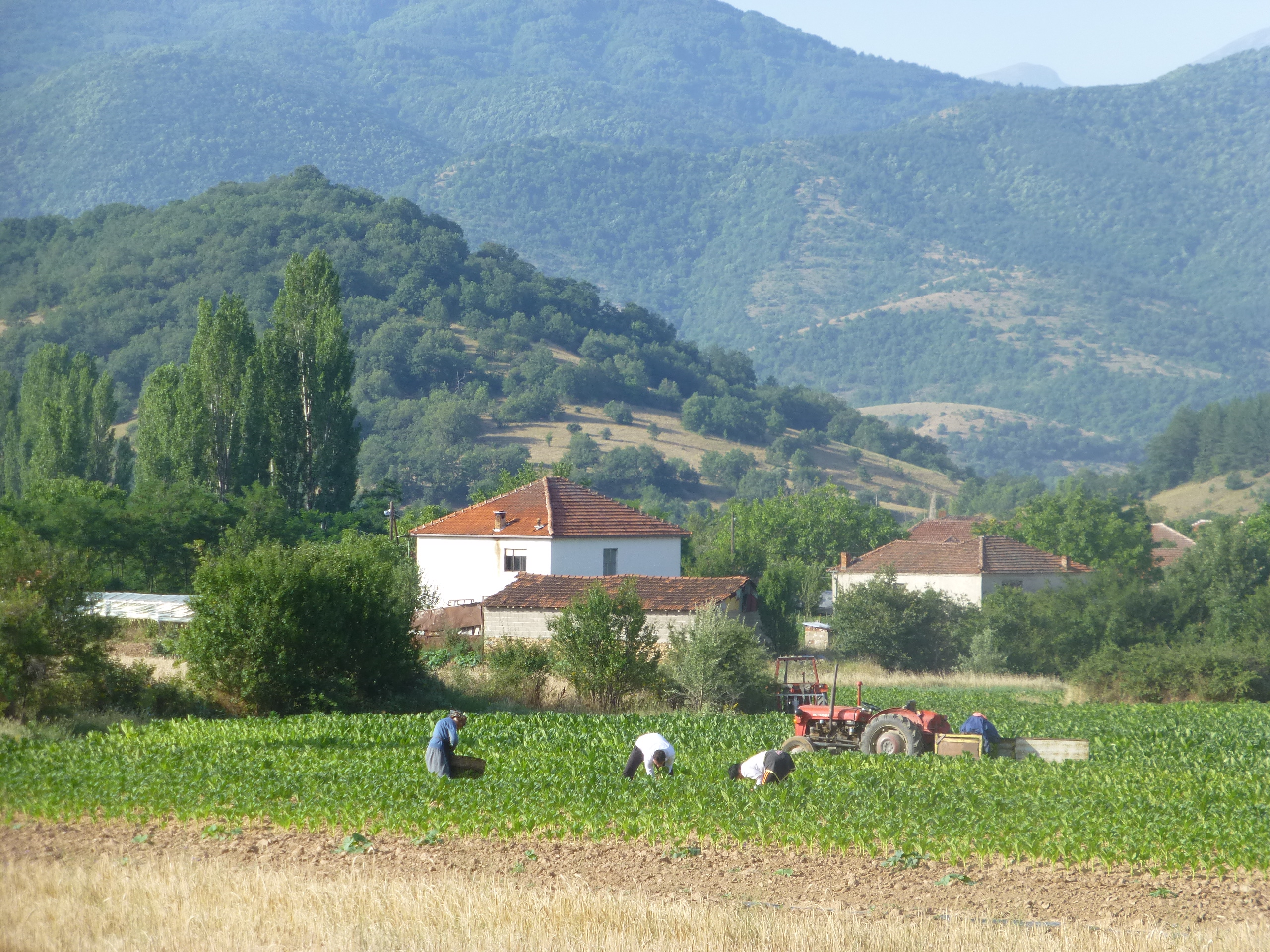
Сбор урожая табака (село Лопатица, Битольская община)

Сельское хозяйство Северной Македонии — ведущими отраслями сельского хозяйства Северной Македонии является выращивание табака, овощеводство, плодоводство и овцеводство.
Хорошие климатические условия позволяют выращивать в стране зерновые культуры (пшеницу, кукурузу, рис), технические культуры (табак, подсолнечник, хлопок, мак), овощи и фрукты. 
В Северной Македонии развито виноградарство и виноделие.
В горных районах развито пастбищное животноводство. Население разводит овец, коз, крупный рогатый скот, свиней. 
В стране есть также птицеводство и пчеловодство. Жители озёрных районов занимаются рыболовством.